# Vittorito

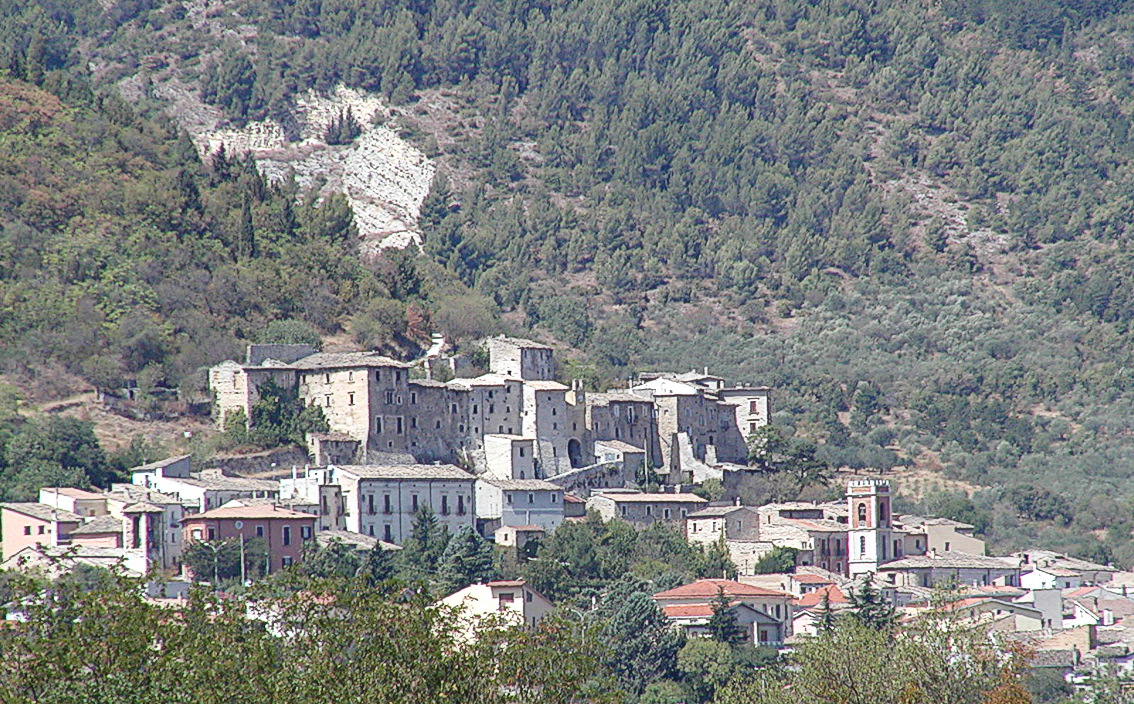
Vista de Vittorito.

Vittorito es un municipio de Italia situado en la provincia de L'Aquila, en los Abruzos. Cuenta con 928 habitantes (2009).
Está situado en la parte norte del Valle Peligna, en la falda del monte Castellano. Forma parte de la Comunità Montana Peligna.

## Demografía
| Gráfica de evolución demográfica de Vittorito entre 1861 y 2001 |
|                                                                 |
| Fuente ISTAT - Elaboración gráfica por parte de Wikipedia.      |